# L'Espoir (album de Cali)
Pour les articles homonymes, voir Espoir.
Albums de Cali
Le bordel magnifique
(2006) Le bruit de ma vie
(2009)
L'Espoir est un album de Cali sorti le 4 février 2008 et produit par Mathias Malzieu et Scott Colburn (Arcade Fire, Animal Collective).

## Genèse
Cet album est marqué par l'engagement politique de son auteur puisqu'il tient son point de départ dans les résultats de l'élection présidentielle de 2007 qui « ont été une claque » pour Cali. La chanson Résitance a par exemple été écrit le soir du 6 mai 2007.
Le titre L'espoir provient de sa participation le 2 mai 2006 a une journée de manifestations : « K.O. social » organisé par les Têtes Raides et c'est également une référence à la chanson homonyme de Léo Ferré, parue dans l'album du même nom en 1974.
Mathias Malzieu a collaboré à l'enregistrement de cet album en le co-réalisant alors qu'il travaillait sur La Mécanique du cœur pour son groupe Dionysos. Cali indique qu'il a « transformé le studio en terrain de jeu », laissant de la place à la spontanéité et au hasard. Ainsi le duo avec Olivia Ruiz sur Je ne te reconnais plus n'était pas prévu. C'est la conséquence d'un concours de circonstance lors duquel Olivia venait simplement embrasser Mathias son chéri.
Le titre Sophie Calle no 108 provient du projet de Sophie Calle Prenez soin de vous en référence aux derniers mots d'une lettre de rupture qu'elle a reçu. Ce projet rassemble les travaux de 107 femmes de tout horizon autour de cette lettre. Cali propose un 108e élément sous la forme d'une chanson qui ne devait être écoutée qu'une fois, mais Sophie Calle a souhaitait que d'autres aient la possibilité de l'écouter.
La chanson Le Droit des pères est dédiée à tous les parents ayant des difficultés à voir leurs enfants et à l'association « Les Papas = Les Mamans » ; Cali ayant lui-même été confronté à cette problématique.

## Réception de l'album

### Accueil critique
Le magazine culturel Télérama décerne à L'Espoir trois de ces célèbres « f » sur quatre possibles. Il évoque un disque « foisonnant » et une « réalisation subtile ». Cet album marque, selon le magazine, le « redressement » de Cali après un second disque « pesant ». Quelques chansons semblent dénoter dans cet ensemble plutôt positif notamment les titres 1000 cœurs debout et Résistance qui sont à inscrire « à la rubrique du pire ».
Les Inrockuptibles évoquent quant à eux un disque « engagé » et « indocile » où Cali est « plus fougueux que jamais » et « chante à pleins poumons ses maux pour la France qui se lève tard ». Ils notent, au même titre que Télérama, une production « soignée ».
Le Figaro remarque que « cet album est superbement écrit et réalisé » et se laisse prendre dès les premières chansons par « un souffle qui fait penser aux Anarchistes ou à La Mémoire et la Mer de Léo Ferré » pour conclure que « L’Espoir fait le portrait d’un homme à l’univers arboré, touffu ».

### Classement et certification
L'album a été certifié disque de platine le 21 décembre 2009 marquant plus de 100 000 exemplaires vendus.
| Pays                | Meilleure position |
| ------------------- | ------------------ |
| France              | 1                  |
| Belgique (Wallonie) | 2                  |
| Suisse              | 16                 |

## Tournée
La parution de cet album a donné lieu à une tournée et au DVD 1000 cœurs debout du concert fait  à Nantes le 14 mai 2008.

### Récompenses et distinctions
L'album a été nommé aux Victoires de la musique 2009 dans la catégorie « album pop/rock de l'année », mais le prix a finalement été décerné à L'Homme du monde, d'Arthur H.

## Liste des titres
| 1.    | L'espoir                                   | 3:16 |
| 2.    | Je ne te reconnais plus (avec Olivia Ruiz) | 3:09 |
| 3.    | 1000 cœurs debout                          | 4:05 |
| 4.    | Comme j'étais en vie                       | 3:03 |
| 5.    | Je suis laid                               | 3:11 |
| 6.    | Sophie Calle no 108                        | 3:25 |
| 7.    | Résistance                                 | 2:37 |
| 8.    | Amoureuse                                  | 4:46 |
| 9.    | Pas la guerre (avec Mike Scott)            | 3:10 |
| 10.   | Giuseppe et Maria                          | 4:27 |
| 11.   | Les beaux jours approchent                 | 4:27 |
| 12.   | Je me sens belle                           | 3:19 |
| 13.   | Paola                                      | 3:10 |
| 14.   | Le droit des pères                         | 4:50 |
| 50:55 |                                            |      |

| Pistes bonus | Pistes bonus                   | Pistes bonus | Pistes bonus | Pistes bonus | Pistes bonus | Pistes bonus | Pistes bonus | Pistes bonus | Pistes bonus |
| No           | Titre                          | Durée        |              |              |              |              |              |              |              |
| ------------ | ------------------------------ | ------------ | ------------ | ------------ | ------------ | ------------ | ------------ | ------------ | ------------ |
| 15.          | List Of Lies (avec Mike Scott) | 5:03         |              |              |              |              |              |              |              |
| 16.          | L'avortement                   | 4:46         |              |              |              |              |              |              |              |
| 60:44        |                                |              |              |              |              |              |              |              |              |

## Musiciens invités
- Geoffray Burton (ex musicien d'Arno) : guitares
- Richard Kolinka ex-Téléphone : batterie
- Olivia Ruiz : chant
- Mathias Malzieu (Dionysos) : ukulélé
- Mike Scott (The Waterboys) : chant
- Blaise Margail et Nicolas Puisais : cuivres